# Головний виконавчий директор
Головний виконавчий директор (англ. chief executive officer, CEO) — найвища виконавча посада у компанії, організації або агенції.

## Опис посади
У закритих корпораціях прийнято, щоб головний виконавчий директор був також і головою ради директорів. Особливо часто одна особа займає ці два місця тоді, коли інша людина обіймає посаду президента або заступника директора з виробничих питань (Chief operating officer, COO). З усім тим, посада президента у США та Великій Британії вважається вищою. Через це виникає необхідність у виконавчому віце-президенті (США) або виконавчому директорі (Велика Британія).
У деяких країнах Європейського Союзу, існує дві окремі посади, одна для щоденних бізнесових справ та ще одна для посади супервайзора для контролю стратегії (обирається акціонерами). У цих країнах головний виконавчий головує над виконавчою радою, а голова ради директорів керує радою наглядачів та ці посади завжди займають різні люди. Це забезпечує відмінність між менеджментом ради директорів та керівництвом ради наглядачів. Це полегшує розрізнення повноважень керівництва корпорації. Ціль — запобігти конфлікту інтересів та надлишковій концентрації влади у руках однієї людини. Тут існує чітка паралель із державними структурами влади, яка намагається розділити політику та управління.

## Обов'язки Головного виконавчого директора
- Управління компанією